# Кучулата (Брашов)
Кучулата (рум. Cuciulata) насеље је у Румунији у округу Брашов у општини Хогиз. Oпштина се налази на надморској висини од 463 m.

## Становништво
Према подацима из 2002. године у насељу је живело 1335 становника.

### Попис2002.
| Расподела становништва по националности 2002.‍ | Расподела становништва по националности 2002.‍ | Расподела становништва по националности 2002.‍ | Расподела становништва по националности 2002.‍ | Расподела становништва по националности 2002.‍ |
| --------------------------------------------- | --------------------------------------------- | --------------------------------------------- | --------------------------------------------- | --------------------------------------------- |
|                                               |                                               |                                               |                                               |                                               |
| Румуни                                        | Румуни                                        |                                               | 1.074                                         | 80,5%                                         |
| Мађари                                        | Мађари                                        |                                               | 8                                             | 0,6%                                          |
| Роми                                          | Роми                                          |                                               | 252                                           | 18,9%                                         |